# Reinhards (Geisa)
Reinhards is een dorp in de Duitse gemeente Geisa in het Wartburgkreis in Thüringen. In  1981 fuseerde het dorp met het naastgelegen Spahl. Deze fusiegemeente ging in 1994 op in de gemeente Rockenstuhl. In 2008 werd Rockenstuhl opgeheven en werden de dorpen van die gemeente toegevoegd aan Geisa.  Reinhards is het meest westelijke punt van Thüringen. Voor de Wende was het het meest westelijke punt van de DDR.